# موسيقى ألمانيا

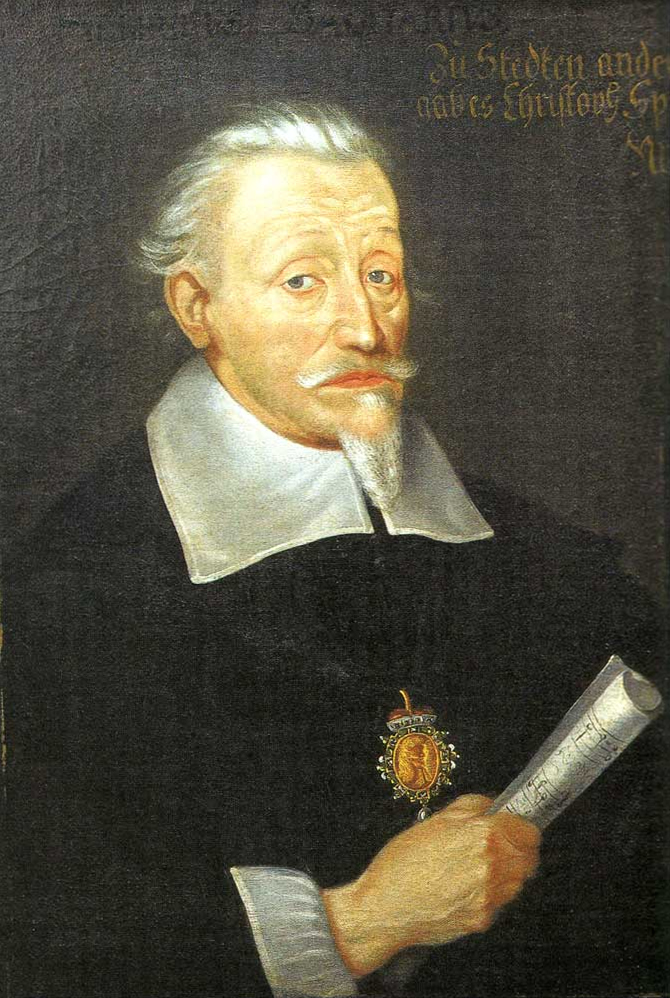

لدى الموسيقى تاريخ طويل ومتعدد في ألمانيا بما في ذلك الملحنون الكلاسيكيون كباخ ، بيتهوفن، شوبرت وبرامس، و مغنون كمارلين ديتريش وهيلدغارد كينف، وفنانون في عدة مجالات موسيقية حديثة، بما في ذلك البوب، موسيقى إلكترونية وتكنو.
تعد الموسيقى الكلاسيكية الألمانية واحدة من أكثر الموسيقى أداءً في العالم. يضم الملحنون الألمان بعضاً من أشهر الملحنين في التاريخ، ومن بينهم يوهان سيباستيان باخ وجورج فريدريش هانديل ولودفيج فان بيتهوفن وفيليكس مندلسون ويوهانس برامز وروبرت شومان وريتشارد فاغنر. كان فولفغانغ أماديوس موزارت -المعروف أيضاً بأنه نمساوي- وكارل ماريا فون ويبر من بين المؤلفين الموسيقيين الذين ابتكروا مجال الأوبرا الألمانية. هانز زيمر المؤلف الموسيقي غزير الإنتاج ألماني أيضاً.
تشمل الموسيقى الشعبية الألمانية في القرنين العشرين والحادي والعشرين حركات نيو دوتش ويل (نينا وهوبرت كا وألفافيل) والديسكو (بوني إم ومودرن تالكينج وجنكيز خان وميلي فانيلي وباد بويز بلو) وميتال/ الروك (رامستين وسكوربيونز وإكسيبت وهالوين) وبانك (داي أرزت وبوهس أونكلز ونينا هاغن و داي توتين هوسين) وبوب روك (ساندرا وإينغما ومايكل كريتو وهيربرت غرونمير وإيندي توكوترونيك). المطربات المشهورات هن مارلين ديتريش وهيلديغارد كنيف. اكتسبت الموسيقى الإلكترونية الألمانية تأثيراً عالمياً، حيث كانت كرافتويرك وتانغرين دريم مجموعات رائدة في هذا النوع. يحظى المشهد الكهربائي والتكنو بشعبية عالمية، ويرجع ذلك إلى منسقي الأغاني بول فان ديك وسكوتر.
تستضيف ألمانيا العديد من مهرجانات موسيقى الروك الكبيرة. يعد مهرجان روك أم رينغ روك ام بارك من بين أكبر المهرجانات في العالم. منذ نحو عام 1990، طورت العاصمة الألمانية القديمة برلين صناعة موسيقى وترفيه متنوعة.

## Minnesingers و Meistersingers
بداية مايعرف بالموسيقى الألمانية من الممكن تتبعها رجوعاً للقرن الثاني عشر للدير الصوفي هايدغارد بنجين، والذي كتب العديد من التراتيل وأنواع أخرى من الموسيقى المسيحية.
بعد ان هيمنت الموسيقى الدينية للغة اللاتينية لقرون، في القرن الثاني عشر إلى القرن الرابع عشر أنتشرت جماعات Minnesingers عبر ألمانيا. Minnesingers كانوا أرستقراطيين يسافرون من مكان إلى مكان أخر
واصبحوا موسيقيون، وأدى عملهم إلى هيكلية واسعة فالأدب حول ألمانيا. في القرنين التاليين استبدل Minnesingers بالطبقة المتوسطة التي تدعى Meistersinger والتي تعني المغني الخبير، والذين فالغالب كانوا
حريفيين في مهنتهم الأساسية.

## الموسيقى الكلاسيكية

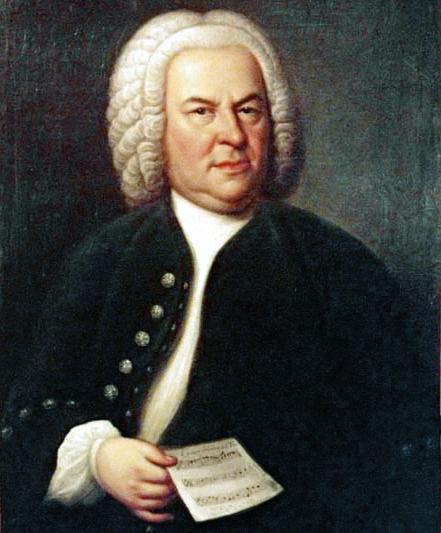
يوهان سيباستيان باخ (61 عامًا) عام 1746

لعب الألمان دور قيادي في تطوير الموسيقى الكلاسيكية. العديد من أفضل المسيقيون الكلاسيكيون كباخ، هاندل وهايدن وبيتهوفن، شوبرت، شومان، برامز، واجنر، ماهلر، وشوينبيرج كانوا ألمانيون.
في بداية القرن الخامس عشر الموسيقى الكلاسيكية الألمانية تغيرت جذرياً بواسطة أوسفالد فون فولكنشتاين، الذي سافر حول أوروبا ليتعلم عن أساسيات الأعمال الكلاسيكية، وقد قضى أوقاتاً كفرنسا وإيطاليا.
وقد جلب بعض التقنيات والأساليب لوطنه، وبغضون مئات السنوات، بدأت ألمانيا بإنتاج ملحنين مشهورين حول القارة. ومن بين أوائل هؤلاء المشهورين كان عازف الأرغن كونراد باومان. أكبر حفل صيفي للأعمال الموسيقية في ألمانيا هو حفل شليسفيغ هولشتاين ميوزيك

### الترانيم
في بداية القرن السادس عشر، وصلت البولفونية لألمانيا. سادت الترانيم البروتستانتية ; في المقابل للموسيقى الكاثوليكية كانت الترانيم مليئة بالطاقة ونشيطة. الملحنون ومن بينهم ديتريخ بوكستيهود، هاينريش شوتز ومارتن لوثر قائد
الإصلاح البروتستانتي . لوثر حدث ليؤدي دوراً في غناء تراتيله المنشده بالعود، ومن ثم تمت إعادة تكوينها

### الأوبيرا
أوبيرا الناي السحري الذي ألفها فولفغانغ أماديوس موتسارت عام 1791 ميلادية قيل فالغالب بأنها كانت بداية أوبيرا اللغة الألمانية. وبالرغم من أن هنالك أوبيرا أقدم من تلك المسماة بدافن
ألفها هاينريش شوتز في العام 1627. يقال بأن شوتز كان أول ملحن ألماني بارز قبل باخ، وكان رمزاً بارزا في موسيقى القرن السابع عشر.
في القرن التاسع عشر، رمزان بارزان كانوا أساسين في الأوروبا الألمانية وهما كارل ماريا فون فيبر وريتشارد فاغنر ، فانغنر قدم لايتموتيف، وهي عبارة عن فكرة موسيقية والتي تتكرر لأساليب وأفكار مهمة.
فانغنر (و ويبر) ، بنى أوبيراته على تاريخ وتراث الشعبي لألمانيا، والأهم من ذلك فقد طرح دير رينغ ديس نيبلنغين (1874). خلال القرن العشرين، ملحنو الأوبيرا بما فيهم ريتشارد شتراوس وإنجلبرت همبردنك والذي كتب أوبيرات تعنى للمستمعين الصغار.
حول حدود النمسا، أرنولد شوينبيرج طرح صيغة إلى 12 نغمة موسيقية والتي تستخدم الإيقاع والنشاز عوضاً عن الألحان والانسجامات التقليدية، بينما كورت ويل وبرتولت بريشت اشتركوا في أفضل أعمال المسرح الألماني ومن هذه الأعمال صعود وسقوط مدينة ماهوجني وأوبرا البنسات الثلاث
بعد الحرب، الملحنون الألمان ككارلهاينز شتوكهاوزن و هانز فيرنر هينز بدؤوا بإجراء تجارب الأصوات الكهربائية على الموسيقى الكلاسيكية.
ألمانيا معروفة جداً لدعمها لدار أوبراللأوبيرا، كسيمبيروبر وغيرها.

## الموسيقى الشعبية المبكرة
بين الحرب العالمية الأولى والحرب العالمية الثانية، تشعبت الموسيقى الألمانية لتشكل أنماطاً جديدة أكثر ليبرالية واستقلالية.

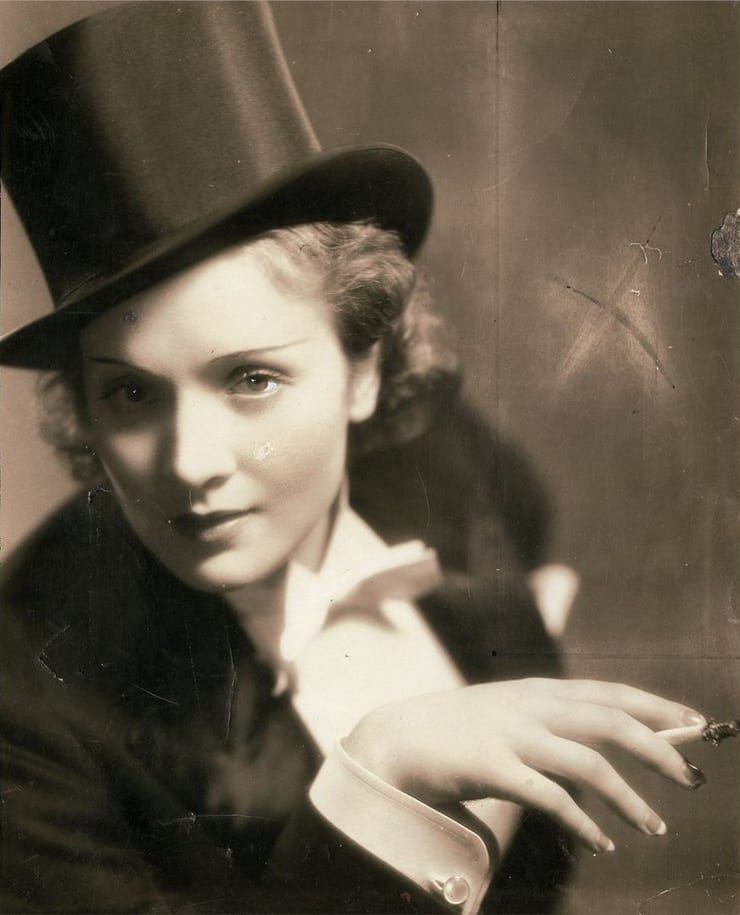
مارلين ديتريش

### كباريه
يُقال إن الشكل الأول لموسيقى البوب الألمانية هو الملهى، الذي نشأ خلال جمهورية فايمار في عشرينيات القرن الماضي بوصفه موسيقى حسية للنوادي الليلية المتأخرة. كانت مارلين ديتريش ومارجو ليون من بين أشهر فناني تلك الفترة، وأصبحا مرتبطين بكل من الهجاء الفكاهي والأفكار الليبرالية.

### حركة التأرجح
أدى التنظيم الصارم لثقافة الشباب في ألمانيا النازية بواسطة شباب هتلر إلى ظهور العديد من الحركات الاحتجاجية السرية، التي من خلالها تمكن المراهقون من ممارسة استقلالهم بكل أفضل.
كان أحد هؤلاء يتألف أساساً من شباب الطبقة الوسطى العليا، الذين استندوا في احتجاجهم إلى تفضيلاتهم الموسيقية، ورفضوا موسيقى الفلكيش التي ينشرها الحزب بدلاً من أشكال موسيقى الجاز الأمريكية، وخاصة موسيقى السوينغ. في حين أن التفضيلات الموسيقية غالباً ما تكون سمة من سمات التمرد الشبابي، مثل تاريخ عروض موسيقى الروك أند رول، فكانت موسيقى الجاز وخاصة سوينغ مسيئة خصوصاً للتسلسل الهرمي النازي، لم يقتصر الأمر على الترويج للسماح الجنسي فحسب، بل ارتبطوا أيضاً بالعدو الأمريكي وأسوأ من ذلك، مع العرق الإفريقي الذي عدوه أقل شأناً. من ناحية أخرى، جمع جوزيف جوبلز بعض الموسيقيين العاطلين عن العمل الآن من ألمانيا وغزا البلدان في فرقة كبيرة تسمى تشارلي وأوركسترا الخاصة به.

## الموسيقى المشهورة من ألمانيا الغربية
بعد الحرب العالمية الثانية، تأثرت موسيقى البوب الألمانية كثيراً بالموسيقى من الولايات المتحدة الأمريكية وبريطانيا العظمى. بصرف النظر عن سلاغر وليدرماخر، فمن الضروري التمييز بين موسيقى البوب في ألمانيا الغربية وموسيقى البوب في ألمانيا الشرقية التي تطورت في اتجاهات مختلفة. غالبًا ما كانت موسيقى البوب من ألمانيا الغربية تُسمع في ألمانيا الشرقية، وكانت أكثر تنوعًا ولا تزال موجودة حتى اليوم، في حين أن موسيقى ألمانيا الشرقية كان لها تأثير ضئيل.
في ألمانيا الغربية أصبحت موسيقى البوب باللغة الإنجليزية أهم، اليوم أصبحت معظم الأغاني على الراديو باللغة الإنجليزية. ومع ذلك هناك تنوع كبير في موسيقى البوب باللغة الألمانية، وهناك أيضًا موسيقى بوب أصلية باللغة الإنجليزية من ألمانيا، بعضها حقق نجاحًا دوليًا -مثل سكوربيونز وجيمس لاست- ولكن القليل منها حقق نجاحًا واسعًا في ألمانيا نفسها، كان هناك القليل جدًا من موسيقى البوب الإنجليزية من ألمانيا الشرقية.
شهدت ألمانيا أيضًا مشهدًا مزدهرًا لموسيقى البوب باللغة الإنجليزية منذ نهاية الحرب، إذ تصدرت العديد من الأعمال الأوروبية والأمريكية المخططات. ومع ذلك، فقد نجح أيضًا الموسيقيون الألمان والموسيقيون ذوو التوجهات الألمانية. في التسعينيات والعقد الأول من القرن الحادي والعشرين، حظيت أعمال البوب الأوروبية بشعبية وكذلك فنانين مثل سارة كونور ونو إينجلز ومونروز الذين قدموا أنواعًا مختلفة من موسيقى البوب السائدة باللغة الإنجليزية، حقق العديد من هذه الأعمال نجاحاً في جميع أنحاء أوروبا وآسيا.

### سلاغر و موسيقى الفولك
سلاغر هو نوع من موسيقى البوب الصوتية، غالبًا في شكل قصص عاطفية تُغنى باللغة الألمانية، اشتهرت سابقًا مثل غيت هينينغ وريكس غيلدو في الستينيات، لكن ليس دون نطاق واسع ضمن الأسلوب، سلاغر الحديثة وسلاغر الذهبية.
سلاغر منفصلة تمامًا عن موسيقى البوب الدولية وتُشغل فقط على محطات راديو ذات تنسيق خاص، تختلط أحيانًا مع الموسيقى القديمة الدولية.
تُعد موسيقى فولكستومليش جزءًا مهمًا من شلاغر وهو تفسير شبيه بـسلاغر للموضوعات الشعبية الألمانية التقليدية التي تحظى بشعبية كبيرة في البلدان الناطقة باللغة الألمانية، خاصةً بين الجيل الأكبر سنًا.
لدى سلاغر مجموعة متنوعة وواسعة من الفنانين الذي لديهم العديد من الأساليب المختلفة مثل هينو وكاتغا إيبستن ووولفغانغ بيتري وغيلدو هورن ورولاند كايسر وهيلين فيشر وغيرهم.

### مغني مؤلف
مغني مؤلف -كاتب أغنية- له كلمات متطورة ويغنى بأدنى حد من الآلات، مثلًا فقط مع الغيتار الصوتي. بعض الأغاني ذات طبيعة سياسية للغاية، هذا مرتبط بأنماط الفولك الأمريكي/أمريكانا و شانسون الفرنسية.
مشاهير ليدرماخر في ألمانيا الغربية هم رينهارد ماي وكلاوس هوفمان وهانس وادر وكونستانتين فيكر، وولف بيرمان كان أحد أشهر شخصيات ليدرماخر في ألمانيا الشرقية، وكان هيرمان فان فين من هولندا يتمتع بشعبية كبيرة في ألمانيا. يسجل العديد من فناني ليدرماخر ألبومات خاصة للأطفال.

### الروك
كان لمحطة الإذاعة العسكرية الأمريكية شبكة القوات الأمريكية تأثير كبير في ثقافة ما بعد الحرب الألمانية، بدءًا من الشبكة الأمريكية في ميونيخ 1945 التي كانت الأساس لمزيد من تطوير ثقافة موسيقى الروك والجاز الألمانية. بيل رامزي، أحد كبار المنتجين في فرانكفورت في 1953، الذي جاء من أوهايو، اشتهر لاحقًا مغنيًا لموسيقى الجاز وسلاغر في ألمانيا، في حين ظل غير معروف تقريبًا في الولايات المتحدة.
قبل أواخر الستينيات من القرن الماضي، كانت موسيقى الروك في ألمانيا جزءًا ضئيلًا من نوع سلاغر الذي غطاه المترجمون الفوريون مثل بيتر كراوس وتيد هيرولد، الذين عزفوا حسب معايير موسيقى الروك أند رول ليتل ريتشارد أو بيل هالي، التي ترجمت في بعض الأحيان إلى الألمانية.
ظهرت موسيقى الروك الألمانية الأصلية للمرة الأولى نحو عام 1968، في حين بلغ الانفجار الثقافي المضاد للهيبي ذروته في الولايات المتحدة والمملكة المتحدة. في ذلك الوقت كانت الطليعة الموسيقية الألمانية تجرِّب الموسيقى الإلكترونية لأكثر من عقد من الزمان، وكانت فرق الروك الألمانية الأولى تدمج موسيقى الروك المخدرة القادمة من الخارج بأصوات إلكترونية. شهدت السنوات القليلة التالية تشكيل مجموعة من العصابات التي أصبحت تعرف باسم مجموعات كراوتروك أو موسيقى كوزميش من بينهم آمون دول، الذي أصبح فيما بعد رواد الموسيقى العالمية ديسيدنتين وتانجرين دريم وبوبول فوه وكان ونيو وفاوست.